# Topolino agente della polizia segreta
Topolino agente della polizia segreta (Mickey Mouse Joins the Foreign Legion) è una storia a strisce prodotta dalla Walt Disney e realizzata da Floyd Gottfredson (soggetto e disegni), Ted Osborne (sceneggiature) e Ted Thwaites (ripasso a china), pubblicata sui quotidiani statunitensi dal 21 marzo all'8 agosto 1936.

## Storia editoriale
In Italia è comparsa per la prima volta sui numeri dal 184 al 206 del giornale Topolino, in un periodo compreso fra il 5 luglio e il 6 dicembre 1936.

## Trama
Topolino, incaricato dal Capitano Setter, si arruola nella legione straniera per recuperare dei piani segreti trafugati da Gambadilegno in complicità con il traditore Grillo Grifi.
Una citazione della storia è presente all'inizio dell'avventura Topolino nella casa dei fantasmi del 1936, in puro stile gottfredsoniano, tendente a rendere le lunghe avventure a strisce l'una il seguito dell'altra.